# Razionale

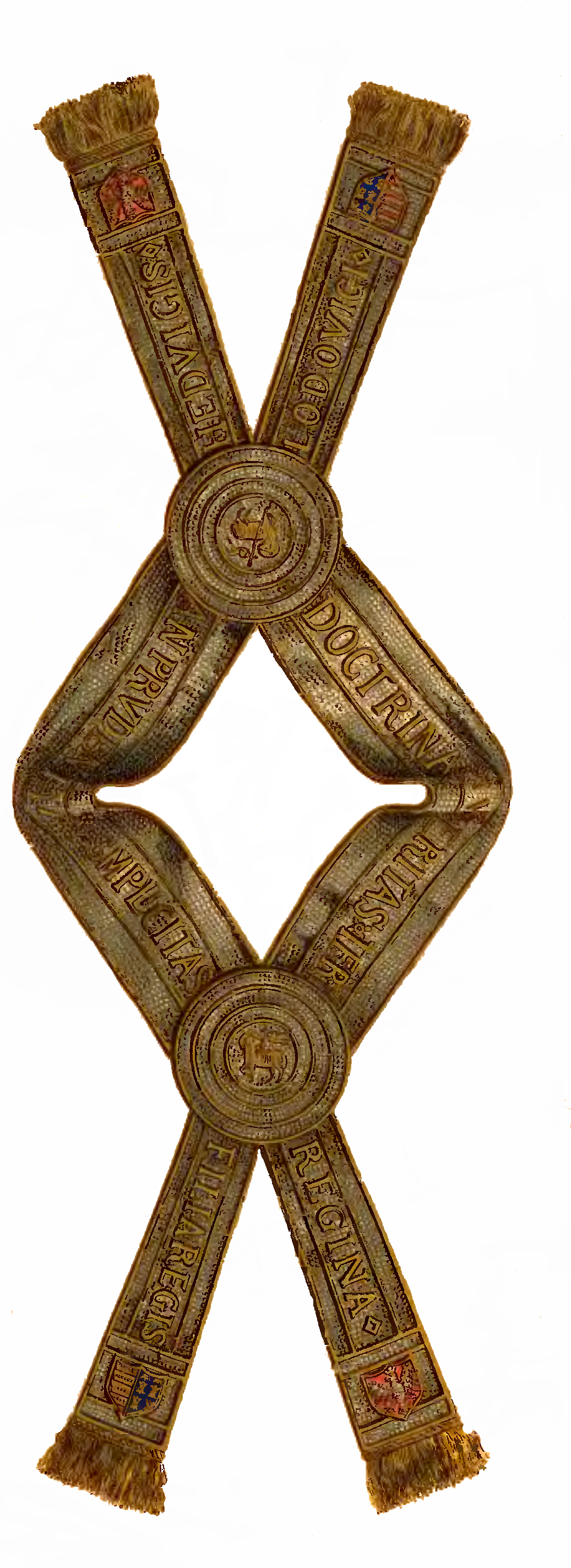
Razionale della regina polacca Santa Edvige

Il razionale è un paramento liturgico di origine medioevale, chiamato superhumerale o logion, ed era portato dai vescovi sulla pianeta durante la celebrazione eucaristica. È simile al pallio, ma non ha lo stesso significato.

## Storia
In passato veniva usato nelle diocesi del Sacro Romano Impero e più in generale in quelle del Nord-Europa, oggi invece viene indossato solo dai vescovi di alcune diocesi: quella di Paderborn e di Eichstätt in Germania; di Cracovia in Polonia (venne usato anche da Giovanni Paolo II, quando era arcivescovo di Cracovia); di Nancy in Francia. Non venne mai usato nelle altre diocesi di rito romano.

## Caratteristiche
Aveva diverse forme: poteva avere una forma a "Y" simile a quella del pallio; poteva essere circolare con due appendici ai due lati del petto e della schiena; e infine poteva essere di forma rettangolare della stessa larghezza delle spalle con due appendici che scendevano lungo i lati sia nel petto che nella schiena. Il razionale è ornato di pietre preziose e solitamente presenta un'immagine sacra (per esempio l'agnello pasquale) iscritta in un cerchio al centro del razionale.

## Altre denominazioni
A volte gergalmente, con lo stesso termine, si indica anche il grosso fermaglio (comunemente chiamato fermaglio da piviale o formale) usato da vescovi, cardinali e papi per unire i due lembi del piviale, che può essere molto ornato e può riportare immagini sacre.